# Werchliś
Werchliś – wieś w Polsce położona w województwie lubelskim, w powiecie bialskim, w gminie Janów Podlaski.
Wierni Kościoła rzymskokatolickiego należą do parafii Trójcy Świętej w Janowie Podlaskim.
Wieś duchowna położona była w końcu XVIII wieku w powiecie brzeskolitewskim województwa brzeskolitewskiego. W latach 1975–1998 miejscowość administracyjnie należała do województwa bialskopodlaskiego.
Wieś jest sołectwem w gminie Janów Podlaski. Według Narodowego Spisu Powszechnego z roku 2011 wieś liczyła 255 mieszkańców.